# 置富花園巴士總站

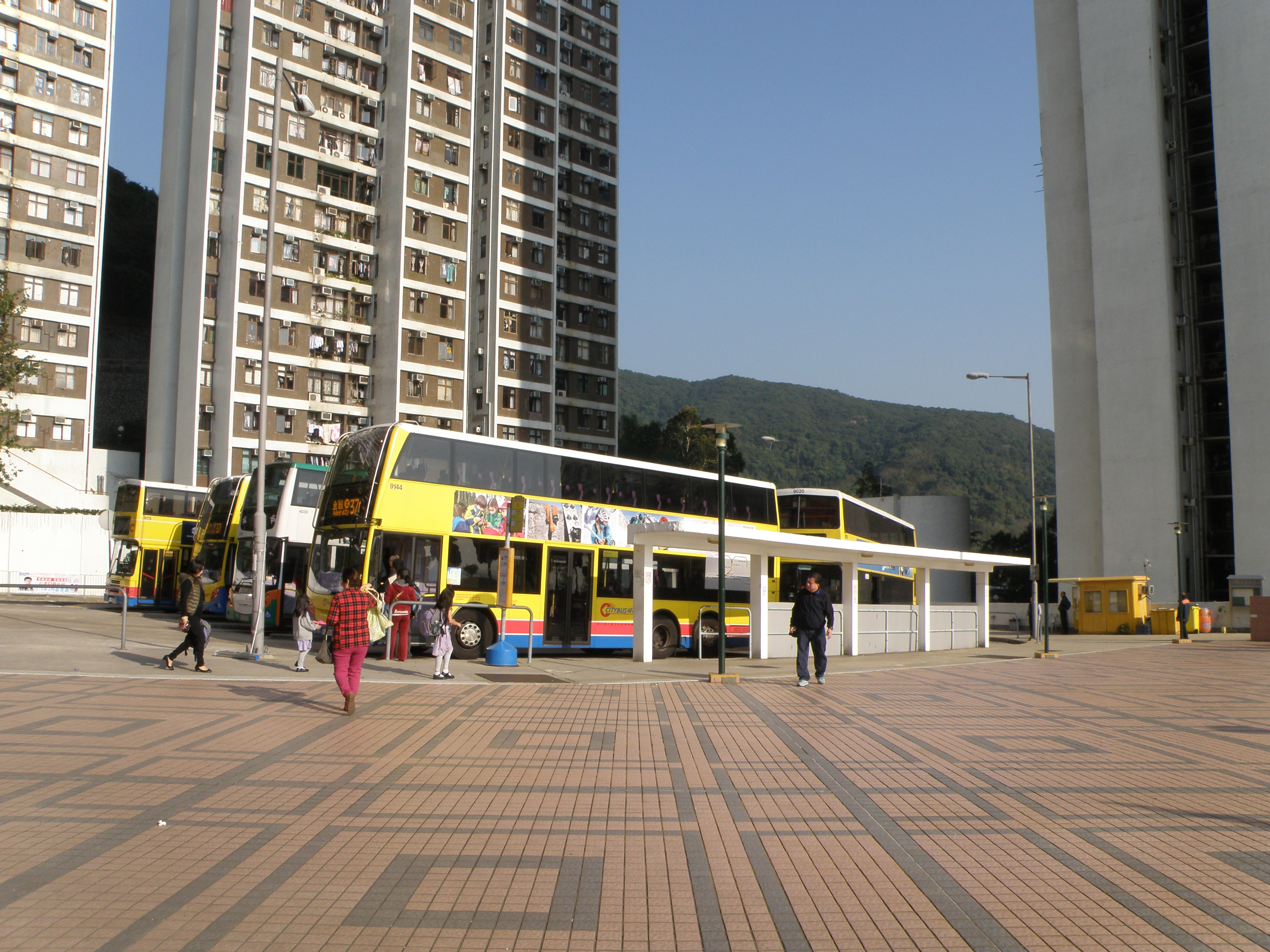
置富花園巴士總站

置富花園巴士總站（英語：Chi Fu Fa Yuen Bus Terminus）位於香港南區薄扶林置富南區廣場外，是南區首個建於私人屋苑的巴士總站。
受巴士總站的設計影響，除 38 外以此為總站的路線均未曾使用長度12米巴士行走。

## 總站路線資料

### 城巴37A線
- 置富花園 ↺ 中環

1997年5月5日開辦，由城巴營辦，逆時針循環來往置富花園及中環之間。

### 城巴37B線
- 置富花園 ↺ 中環（怡和大廈）

1997年5月5日開辦，以置富花園為基點往返薄扶林、香港大學、西營盤、上環、中環、金鐘、灣仔、香港仔隧道、黃竹坑、香港仔、田灣的循環路線。以其客流量一直高企。

### 城巴37X線
- 置富花園 ↺ 中環（怡和大廈）

1998年8月24日開辦，由城巴營辦，循環來往置富花園及金鐘（東）。由於是特快線，因此途經山道天橋。只在週一至六早上繁忙時間服務。

### 城巴38線
- 置富花園 ↔ 北角碼頭

1981年10月26日投入服務，途經華富邨（平日早上繁忙時間除外）、田灣、香港仔、黃竹坑、香港仔隧道、銅鑼灣、天后、炮台山。

### 新巴R38線
- 未有資料，請加入至Module:香港巴士/hki。

### 新巴38S線
- 未有資料，請加入至Module:香港巴士/hki。

## 途經路線資料

### 城巴7號線（特別班次）
- 石排灣 ↔ 中環碼頭

1921年6月投入服務，現由城巴營辦，是港島區首條投入服務的巴士路線，曾一度成為全港班次最頻密的專利巴士路線。每日晨早及深夜特別服務，繞經置富花園。

### 城巴40線
- 華富（北） ↔ 會展站

1971年投入服務，現由城巴營辦，途經半山區及薄扶林道。每天繞經置富花園。

### 城巴40P線
- 華富（北） → 羅便臣道

1997年開辦，由城巴營辦，逢上課日分別由華富（北）、華貴及深灣單向前往羅便臣道，方便居住於華富、華貴、深灣和香港仔一帶的學生上學。

### 城巴93C線
- 鴨脷洲大街 → 堅道

1997年1月6日開辦，由城巴營辦，逢上課日在鴨脷洲大街及田灣各開出一班車單向前往堅道（明愛中心），方便居住於鴨脷洲和田灣、置富花園一帶的學生上學。

### 城巴95C線
- 鴨脷洲邨/鴨脷洲（利南道工業區） ↺ 置富花園
- 鴨脷洲邨 → 置富花園 → 鴨脷洲（利南道工業區）
- 鴨脷洲（利南道工業區） ↺ 置富花園
- 鴨脷洲（利南道工業區） → 置富花園 → 鴨脷洲邨
- 鴨脷洲邨 ↺ 置富花園

1997年5月5日投入服務，來往鴨脷洲邨及置富花園的巴士路線，途經海怡半島、香港仔，是置富花園唯一一條區內路線。

### 過海隧道巴士970X線
- 香港仔 ↔ 長沙灣（甘泉街）
- 田灣邨 → 長沙灣（甘泉街）(特別班次)
- 香港仔 → 旺角（弼街）

2004年7月19日投入服務，由新巴獨營，途經田灣、置富花園、薄扶林、瑪麗醫院、西營盤、佐敦、油麻地、太子。

### 城巴A10線
- 鴨脷洲（利樂街） ↔ 機場

2006年3月26日投入服務，由城巴營運，由鴨脷洲（利樂街）來往機場（地面運輸中心），為南區及堅尼地城居民提供豪華機場巴士服務。途經海怡半島、利東、香港仔、華富、置富花園、瑪麗醫院、堅尼地城、石塘咀、西區海底隧道、青嶼幹線。

### 城巴NA10線
- 鴨脷洲（利樂街） ↔ 港珠澳大橋香港口岸（經機場客運大樓）

## 車坑分佈
| 車坑分佈（以入口最左邊起計） | 車坑分佈（以入口最左邊起計） | 車坑分佈（以入口最左邊起計）                          |
| 車坑編號                     | 車坑數目                     | 路線                                                  |
| ---------------------------- | ---------------------------- | ----------------------------------------------------- |
| 1                            | 雙坑                         | 城巴37X、38、R38線                                    |
| 2                            | 單坑                         | 城巴37B線                                             |
| 3                            | 單坑                         | 後備                                                  |
| 4                            | 單坑                         | 城巴37A線                                             |
| 5                            | 出口                         | 城巴33X、40、40P、95C、A10、NA10線 過海隧道巴士970X線 |